# Ramphastosula ramirezi
La ranfastosula (Ramphastosula ramirezi) è un uccello estinto appartenente ai pelecaniformi. Visse nel Pliocene inferiore (circa 5 milioni di anni fa) e i suoi resti sono stati ritrovati in Perù.

## Descrizione
Questo animale aveva un cranio del tutto simile a quello di una sula attuale, ma il becco era enorme e molto simile a quello di un tucano (da qui il nome Ramphastosula, poiché Ramphastos è il nome scientifico generico per il tucano). Il cranio era irrobustito in modo tale da poter reggere il notevole peso del becco. Quest'ultimo era notevolmente convesso verso l'alto e ricurvo. Il corpo di Ramphastosula non è noto, ma è probabile che fosse molto simile a quello delle sule attuali.

## Classificazione
Nonostante le sue caratteristiche aberranti, Ramphastosula è stata riconosciuta come un membro della famiglia  Sulidae, una famiglia di uccelli pelecaniformi attualmente ben rappresentata dai generi Sula e Morus. A causa delle somiglianze morfologiche con altri esemplari di sulidi rinvenuti nella stessa formazione (Formazione Pisco) ma in livelli poco più antichi, si presume che questo animale si sia evoluto da una di queste grandi specie di sula. Tra le varie specie rinvenute nella formazione, da ricordare Sula magna, S. sulita e Morus peruvianus.

## Stile di vita
La forma del cranio fa supporre che Ramphastosula fosse un uccello marino che adottava una precisa strategia alimentare. È improbabile che si tuffasse da grandi altezze per catturare i pesci, ma è più plausibile che questo animale tuffasse il capo sott'acqua o si immergesse da un'altezza non considerevole. L'habitat di Ramphastosula era costituito da spiagge e baie protette, abitate da un gran numero di uccelli marini come pinguini (Spheniscus urbinai), cormorani, pelagornitidi e anche avvoltoi. Le zone costiere, inoltre, erano rifugio per una gran quantità di mammiferi marini: foche (Acrophoca e Piscophoca), cetacei (Piscolithax, Odobenocetops, Piscobalaena, Ninoziphius, Pliopontos) e anche bradipi acquatici (Thalassocnus). Non mancavano nemmeno coccodrilli (Piscogavialis) e squali (Carcharodon, Carcharocles).